# Émile Rousseaux (volley-ball)
Pour les articles homonymes, voir Rousseaux.
Émile Rousseaux, né le 3 avril 1961, est un joueur international belge de volley-ball devenu entraîneur. 
En 1986, en s'engageant avec le club de Rembert Torhout, il devient le premier joueur belge à signer un contrat professionnel. 
Il vit la meilleure période de sa carrière d'entraîneur avec le Knack Roeselare où il remporte 11 titres nationaux en 6 saisons (2012-2018) avant de quitter son pays et de s'engager avec l'équipe de France féminine, représentant sa première expérience sur un banc à l'étranger et dans le sport féminin.

## Biographie

### Jeunesse et carrière de joueur
Entraîneur atypique, au parcours marqué par la passion du volley-ball découverte à l’école, il est le fils d’un agriculteur belge de la région de Braine-le-Comte. À 16 ans, il reçoit une proposition pour jouer au basket-ball mais choisit un club de volley-ball tout en bas de l’échelle, parce que sa petite amie était pratiquante. Son solide gabarit et ses prédispositions motrices, développées via le travail à la ferme, lui valent d’être repéré et d’intégrer le Pôle Espoirs de Mons malgré les réticences paternelles. Il déclare : « Cela a été difficile de faire admettre à mon père que je pouvais avoir d’autres préoccupations que l’exploitation agricole, ma mère a vite vu que ça me collait à la peau, elle a réussi à le convaincre ». Après avoir évolué dans le club de Chièvres, en quatrième division nationale, avec lequel il enchaîne trois montées successives tout en intégrant l’équipe de Belgique, en universitaires, juniors puis seniors à partir de 18 ans, Émile Rousseaux se lie d’amitié avec Jan de Brandt, qu’il suit à Kruikenburg-Ternat, un club novateur pour cette époque, puisque proposant quatre entraînements par semaine. Cela ne suffit pas aux deux apprentis volleyeurs qui se mettent à s’infliger des séances supplémentaires chez eux, en particulier de musculation, au point d'éveiller la curiosité de leur entraîneur avec lequel ils mettent en place un projet d’entraînement complet. L’expérience dure quatre ans, au terme desquels il devient le premier joueur belge à signer un contrat professionnel, à Thourout, où il passe trois saisons, avant de retrouver Jan de Brandt à Zonhoven, où il est élu meilleur joueur en 1990, il finit ensuite sa carrière à Zellik, une carrière ponctuée également de 243 sélections en équipe nationale Belge,.

### Formation et carrière d'entraîneur
À la fin de sa carrière, c’est naturellement qu’il se tourne vers la formation, d’autant que, parallèlement à son parcours de joueur, il suivit un cursus universitaire en éducation physique à l’université de Louvain-la-Neuve, s’intéressant particulièrement à « l’éducation physique de base », consistant à développer la psychomotricité chez les enfants. Cela le conduit à créer une école (« École du Mouvement ») et à devenir enseignant indépendant en éducation physique. À cette période, il est aussi sollicité par des clubs belges pour travailler avec leurs jeunes, de 2 à 14 ans. Après quinze années à sillonner la Belgique, il rebascule dans l’univers du volley-ball professionnel où il s’occupe d’abord du club de VBC Axis Shanks Guibertin à Mont-Saint-Guibert, il prend ensuite la direction du Pôle Espoirs de Vilvorde avant de passer six ans sur le banc de Knack Roeselare à Roulers, avec lequel il remporte onze titres nationaux. C’est à cette période que Michel Genson, conseiller du président de la Fédération française de volley, Éric Tanguy, vient le trouver pour lui proposer de poser sa candidature au poste de directeur du projet Génération 2024, un challenge qu'il accepte, avec une première année au cours de laquelle il effectue un audit de la filière féminine,. 

### Sélectionneur de l'équipe de France féminine (2018-2024)
Il débute à la tête de l’équipe de France féminine le 18 juillet 2018, où il vit sa première expérience sur un banc à l'étranger ainsi que dans le sport féminin. Il déclare : « J’arrivais en fin de cycle, il était temps que je passe à autre chose et que je me fixe un dernier objectif dans ma carrière, dans une autre culture, avec des femmes plutôt que des hommes. La tâche est compliquée, mais j’ai pris des risques tout le temps, on ne peut pas vivre en permanence avec la peur au ventre ». Il ajoute à propos de cette mission : « On n’a pas d’autre choix que d’être optimiste et positif. Il faut que les filles développent la passion du volley-ball, qu’elles apprennent à s’épanouir en étant joueuses de haut niveau ». Le mois suivant sa prise de fonction, il atteint son premier objectif en qualifiant la sélection pour l'Euro 2019, représentant une première pour celle-ci après deux absences lors des deux dernières éditions (2015 et 2017),.

#### Championnat d'Europe 2019
En août 2019, il vit sa première expérience dans une grande compétition internationale en tant que sélectionneur de l'équipe de France à l'occasion du Championnat d'Europe 2019 se disputant en Turquie. Le tournoi se révèle décevant car malgré la victoire inaugurale face à la Bulgarie (3-2), la sélection se montre impuissante par la suite face à des équipes de son niveau comme la Grèce (0-3) ou la Finlande (1-3) et se retrouve éliminée dès le premier tour en finissant dernière de son groupe.

#### Championnat d'Europe 2021
En 2021, la sélection réalise l'exploit d'atteindre les quarts de finale du Championnat d'Europe avec une équipe de moins de 22 ans de moyenne d’âge dont 4 joueuses n'ayant pas le statut professionnel (Bah, Defraeye, Ratahiry et Respaut). Le parcours s'achève sur une défaite 3 manches à 1 devant la Serbie avec le mérite d'avoir remporté un set face aux championnes du monde et double tenantes du titre dans leur salle de Belgrade. Ce résultat constitue une première depuis 2013.

## Profil d'entraîneur
Entraîneur aimant le jeu rapide, il accorde également beaucoup d’importance à l'efficacité au service, comme lors de la saison 2012-2013 où ses joueurs à Knack Roeselare effectués plutôt des services flottants que smashés.

## Vie privée
Il a trois enfants, prénommés Gilles, Hélène et Tomas. Les trois sont joueurs professionnels de volley-ball. Les deux derniers cités sont internationaux belges,.

## Palmarès en tant que joueur

### En club
- Championnat de Belgique (2) :
  - Vainqueur : 1992 et 1993.
  - Dauphin : 1984.

- Coupe de Belgique (1) :
  - Vainqueur : 1988.

### Distinctions individuelles
- 1989-1990 : Championnat de Belgique — Meilleur joueur

## Palmarès en tant qu'entraîneur

### En club
- Championnat de Belgique (5) :
  - Vainqueur : 2013, 2014, 2015, 2016 et 2017.
  - Dauphin : 2018.

- Coupe de Belgique (4) :
  - Vainqueur : 2013, 2016, 2017 et 2018.
  - Finaliste : 2014.

- Supercoupe de Belgique (2) :
  - Vainqueur : 2014 et 2015.
  - Finaliste : 2016 et 2017.

### Distinctions individuelles
- 2012-2013 : Championnat de Belgique — Meilleur entraîneur

### En sélection
Belgique - de 21
- Championnat d'Europe :
  -  3e place en 2012.

 France féminine
- Challenger Cup (1) : 
  -  Vainqueur en 2023.

- Ligue européenne (1) : 
  -  Vainqueur en 2022.

- Tournoi de France (amical) : 
  - Finaliste en 2022.

- Coupe Savaria (1) (amical) : 
  - Vainqueur en 2019.